# Carl Schmidt (kemist)
Carl Ernst Heinrich Schmidt (ryska: Карл Генрихович Шмидт, Karl Genrichovitj Sjmidt), född 13 juni 1822 i Mitau, död 27 februari 1894 i Dorpat, var en rysk (balttysk) fysiolog och kemist.
Schmidt blev medicine doktor i Göttingen 1845 och docent i medicinsk kemi i Dorpat 1846 samt utnämndes 1850 till extra ordinarie och 1852 till ordinarie professor där. Tillsammans med sin kollega och tidigare lärare Friedrich Heinrich Bidder utövade han stort inflytande på studiet av fysiologin och den medicinska kemin i Dorpat. År 1860 invaldes Schmidt som korresponderande ledamot i Göttingens vetenskapsakademi.